# Theodor Uhlig
Gottlob Sigismund Theodor Uhlig (* 15. Februar 1822 in Wurzen; † 3. Januar 1853 Dresden) war ein deutscher Musiker, Musikkritiker und Komponist.

## Leben
Theodor Uhlig war der Sohn des Hornisten Carl Gottlob Uhlig beim Jägerbataillon in Wurzen. Zeitlebens galt er jedoch als nichtehelicher Sohn von König Friedrich August II. von Sachsen.
Nach dem Tod seiner Eltern – 1827 starb der Vater, 1830 die Mutter – kam er mit seiner älteren Schwester in das Militärwaisenhaus von Struppen bei Pirna. Dort erkannte man seine Hochbegabung auf musischem Gebiet: Mit 13 Jahren komponierte er, beherrschte bereits mehrere Instrumente und trug auch schwierige Stücke auswendig vor. Daraufhin förderten ihn u. a. König Anton und später dessen Nachfolger, König Friedrich August II, mit Stipendien und Zuwendungen. 1837 ging er an die Musikschule Dessau. Hier studierte er Klavier und Violine und widmete sich der Komposition. Nach dieser Zeit zog er 1840 nach Dresden, wo der 19-jährige 1841 erst eine Aspirantenstelle erhielt und bald darauf Geiger in der Dresdner Hofkapelle wurde. Hier lernte er anlässlich der Premiere von Richard Wagners Oper Rienzi den Komponisten kennen und wurde einer seiner engsten Freunde und ein verlässlicher Helfer, vor allem in Wagners Zürcher Exil.
Mit 25 Jahren heiratete Theodor Uhlig Caroline Büttner. Ihnen wurden drei Kinder geboren: Theodor, Elsa und Siegfried. Nach dem Dresdner Maiaufstand 1849 lebte Uhlig zeitweise in Paris. Er komponierte Kammermusikstücke, schrieb den Klavierauszug zu Lohengrin, war Musikkritiker und publizierte in der Neuen Zeitschrift für Musik sechs Artikel unter dem Titel Zeitgemäße Betrachtungen. Dort polemisierte er unter anderem gegen Meyerbeer und die „jüdische Musik“ und setzte sich für die Ideen Wagners ein. Dieser widmete Uhlig seine Schrift Oper und Drama. Uhlig besuchte Wagner mehrmals in Zürich, erkrankte an Tuberkulose und starb im Alter von 30 Jahren am 3. Januar 1853. Er hinterließ über 80 Werke; die meisten blieben ungedruckt. 18 Original-Kompositionen, darunter Balladen, Lieder, Singspiele, Orgelkonzerte, Sinfonien, Klavier-, Chor- und Kammermusikwerke befinden sich im Besitz des Kulturhistorischen Museums Wurzen. Sein intensiver Briefkontakt mit Wagner (siehe unten) gilt als historisch bedeutend.

## Artikel gegen jüdische Musik
Dieser Artikel Uhligs erschien am 23. Juli 1850 in der Neuen Zeitschrift für Musik und gilt als „Vorlage“ für Wagner, dessen Artikel unter der Überschrift Das Judentum in der Musik am 3. September 1850 in derselben Zeitschrift veröffentlicht wurde. Uhlig schrieb unter anderem:

„In der Musik vieler jüdischer Komponisten gibt es Stellen, die fast alle nichtjüdischen Musiker im gewöhnlichen Leben und mit Bezugnahme auf die allbekannte jüdische Sprechweise als Judenmusik, als ein Gemauschel bezeichnen. Je nachdem in dieser Musik hier der Charakter des Edlen, dort der des Gemeinen überwiegt, treten diese Stellen, deren Eigentümlichkeit teils in der metrischen Gestaltung, teils in einzelnen melodischen Tonfällen der musikalischen Phrase liegt, hier nur wenig, dort ganz auffallend hervor, so z. B. bei Mendelssohn sehr gelind, bei Meyerbeer dagegen in höchster Schärfe, namentlich in seinen ‚Hugenotten‘, nicht minder auch in seinem ‚Propheten‘. Eben so wenig wie die ihnen analoge Sprechweise hat man diese Tonweise schön oder nur erträglich da finden können, wo sie wie bei Meyerbeer ganz unmittelbar an das erinnern, was ich nicht anders, denn als ‚Judenschule‘ zu bezeichnen weiß. Robert Schumann spricht in Bezug auf zahlreiche Stellen in den ‚Hugenotten‘ von einem ‚eigentümlich meckernden Rhythmus‘, der vornehmlich Meyerbeers Musik auszeichnet. Ich selbst spreche in Bezug auf jene altbekannten Stellen, von einem ‚hebräischen Kunstgeschmacke des Komponisten‘. So besteht im Augenblick das tägliche Brot der Opernbesucher aus den Erzeugnissen Meyerbeers, Flotows und einiger ihnen verwandter Geister von mehr oder weniger Spekulationstalent – und das ist der beste Beweis für die Zurechnungsfähigkeit des modernen Opernpublikums. So ist es im Augenblicke in Deutschland – wahrlich trübselig genug.“

## Der Briefwechsel mit Richard Wagner

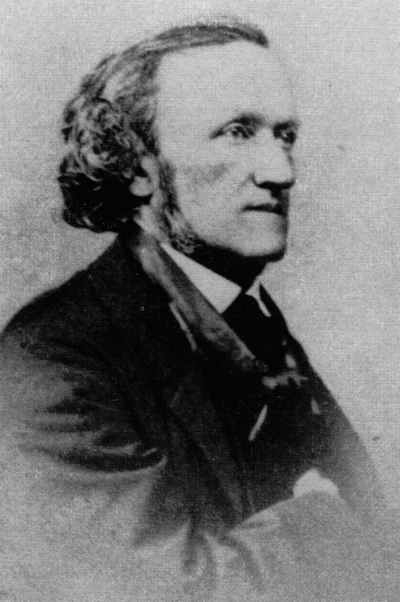
Richard Wagner um 1860

Uhlig und Wagner schrieben sich mehr als 100 Briefe. Von besonderer Bedeutung sind die Briefe Wagners in den Jahren 1849 bis 1852, in denen er seine „Revolutionsgesinnung“ und seine Intentionen zum Ring des Nibelungen, den er ab 1851 zu konzipieren begann, im Detail mitteilt. Am 12. November 1851 erläuterte Wagner erstmals in einem Brief an Uhlig, dass er beabsichtigt (rund um die erste Siegfried-Konzeption), eine große Dramendichtung, eine Tetralogie schreiben zu wollen und verdeutlichte seine Intentionen:

„Mit dieser meiner neuen Konzeption trete ich gänzlich aus allem Bezug zu unsrem heutigen Theater und Publikum heraus: ich breche bestimmt und für immer mit der formellen Gegenwart. Fragst Du mich nun, was ich mit meinem Plane vorhabe? – Zunächst, ihn ausführen, soweit es in meinem dichterischen und musikalischen Vermögen steht. Dies wird mich mindestens drei volle Jahre beschäftigen. Meine Existenz lege ich somit ganz in die Hände Ritters (Juli Ritter, von der Wagner eine kleine Rente bezog)… An eine Aufführung kann ich erst nach der Revolution denken: erst die Revolution kann mir die Künstler und die Zuhörer zuführen. Die nächste Revolution muß notwendig unsrer ganzen Theaterwirtschaft das Ende bringen: Sie müssen und werden alle zusammenbrechen, dies ist unausbleiblich. Aus den Trümmern rufe ich mir dann zusammen, was ich brauche. Ich werde, was ich bedarf, dann finden. Am Rheine schlage ich dann ein Theater auf, und lade zu einem großen dramatischen Feste ein. Nach einem Jahre Vorbereitung führe ich dann im Laufe von vier Tagen mein ganzes Werk auf. Mit ihm gebe ich den Menschen der Revolution dann die Bedeutung dieser Revolution, nach ihrem edelsten Sinne, zu erkennen. Dieses Publikum wird mich verstehen: das jetzige kann es nicht. So ausschweifend dieser Plan ist, so ist er doch der einzige, an den ich noch mein Leben, richten und trachten setze. Erlebe ich seine Ausführung, so habe ich herrlich gelebt; wenn nicht, so starb ich für 'was schönes. Nur dies aber kann mich noch erfreuen.“